# Лхота-Власењице
Лхота-Власењице (чеш. Lhota-Vlasenice) је насељено мјесто са административним статусом сеоске општине (чеш. obec) у округу Пелхримов, у крају Височина, Чешка Република.

## Становништво
Према подацима о броју становника из 2014. године насеље је имало 82 становника.